# Ceyx argentatus
Il martin pescatore argentato (Ceyx argentatus Tweeddale, 1877) è un uccello appartenente alla famiglia Alcedinidae.